# Nataljeŭsk
Nataljeŭsk (belarusiska: Натальеўск) är en by i Belarus. Den ligger i voblasten Minsks voblast, i den centrala delen av landet, 60 km öster om huvudstaden Minsk. Nataljeŭsk ligger 177 meter över havet och antalet invånare är 672.

## Natur och klimat
Terrängen runt Nataljeŭsk är mycket platt. Runt Nataljeŭsk är det ganska glesbefolkat, med 24 invånare per kvadratkilometer.. Närmaste större samhälle är Tjerven, 2,4 km söder om Nataljeŭsk.
Omgivningarna runt Nataljeŭsk är en mosaik av jordbruksmark och naturlig växtlighet.